# Bruce Low
Bruce Low, vlastním jménem Ernst Gottfried Bielke (26. března 1913 Paramaribo, Surinam – 3. března 1990 Mnichov) byl nizozemský herec a zpěvák populární a gospelové hudby.

## Život
Bruce Low vyrůstal společně se svými třemi sestrami v Jižní Americe, neboť jeho otec Hermann Moritz Bielke (1881-1955) působil od roku 1909 v Surinamu jako misionář Moravských bratří . Od roku 1921 chodil Bruce Low do školy v Nizozemí, kde hrál ve školní jazzové kapele tenor saxofon. Kromě toho byl také členem místního kostelního sboru. Po maturitě v roce 1932 v městě Zeist zahájil studium na německé sportovní vysoké škole v Berlíně. Kvůli vážnému zranění (natržení vazu při cvičení na trampolíně) se musel vzdát záměru stát se učitelem sportu. Místo toho začal studovat v Berlíně zpěv u tenoristy a učitele zpěvu Jacquese Stückgolda.
Uměleckou kariéru zahájil Bruce Low až po válce. Organizoval představení pro Američany v Holandsku, najímal kapely, konferoval a sám zpíval staré spirituály. Totéž dělal i v rozhlase. Na základě toho dostal v roce 1949 angažmá v rámci představení s africkými lidovými písněmi ve Vídni. Zůstal tam celý měsíc; na živobytí si vydělával zpíváním anglických písní. Jeho kariéra se rozjela až poté, co předzpívával jednomu jevištnímu dělníkovi písně v němčině. Při tom ho slyšelo několik důležitých lidí z nahrávacích společností, kteří s ním okamžitě uzavřeli smlouvu. Od této chvíle byly jeho zvučnému basu svěřovány kovbojské písně západního střihu. Píseň Es hängt ein Pferdehalfter an der Wand, což byla coververze písně Carsona Robisonse There's a Bridle Hangin' on the Wall, měla velký úspěch a byla průlomem v jeho kariéře. Zpíval v několika filmech, např. písně Tabak und Rum nebo Das alte Haus von Rocky Docky. Druhý z uvedených hitů nahrál v roce 1982 i zpěvák Peter Kraus. Poté, co zaznamenal úspěch v muzikálu Kiss me Kate, který se hrál ve vídeňské Volksoper v německém překladu Marcela Prawyho, nasadil Prawy na repertoir Bernsteinův muzikál Wonderful Town, který měl ve vídeňské Volksoper premiéru. Bruce Low v něm ztvárnil hlavní roli Boba Bakera, partnera Olive Moorefield.
Zdálo se, že přicházející vlna rock 'n' rollu bude znamenat konec jeho kariéry. Bruce Low se tehdy porozhlédl jinde a začal psát články v časopise Jasmin pod pseudonymem Thomas Gallauner. Na začátku sedmdesátých let byl jeho hlas náhle opět slyšet v rozhlase; tentokrát však vystupoval jako interpret zčásti původních, zčásti tradičních spirituálů. S písněmi jako Noah, Das Kartenspiel a Die Legende von Babylon (coververze písně Rivers Of Babylon), se opět dostal do hitparád, byl hostem mnoha televizních vystoupení a moderoval dokonce i vysílání z cirkusu. Několikrát vystoupil v kvízové soutěži televize ZDF Der große Preis, kde pokládal soutěžícím otázky formou speciálně pro tuto příležitost napsaných písní.
V roce 1976 se Bruce Low účastnil německého národního kola soutěže Eurovize. S písní Der Jahrmarkt unserer Eitelkeit dosáhl mezi dvanácti soutěžícími devátého místa. Dva roky před svou smrtí publikoval tento vysoký, štíhlý a vždy dohněda opálený muž s bílými vlasy své memoáry pod názvem: Es hängt ein Pferdehalter an der Wand- das Lied meines Lebens.
Bruce Low zemřel po delší nemoci ve věku 76 let v nemocnici v Mnichově.